# Claude Vivier

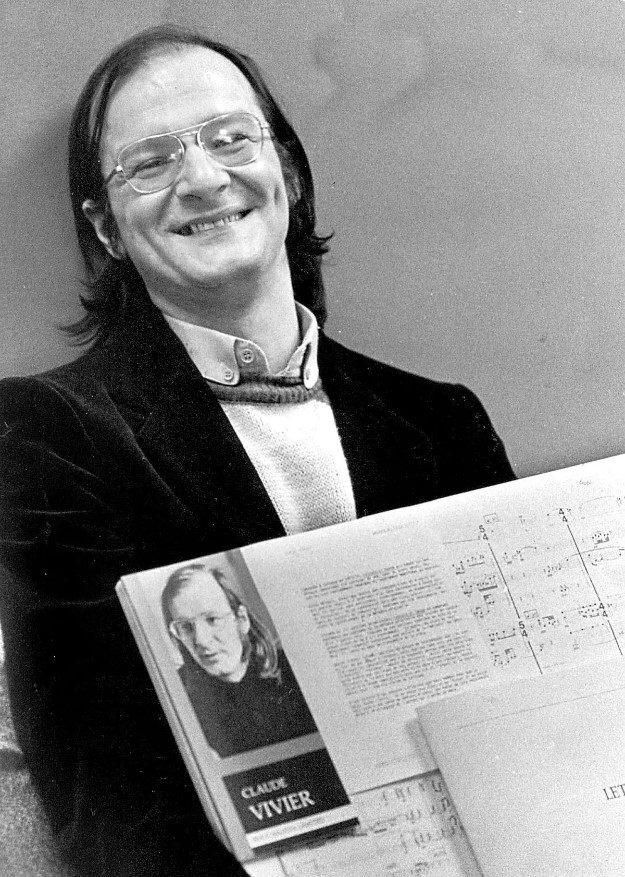
Vivier (1980)

Claude Vivier (Montréal, 14 aprile 1948 – Parigi, 7 marzo 1983) è stato un compositore canadese.

## Biografia
Figlio di ignoti, fu adottato all'età di due anni e mezzo. Entrato a 13 anni in seminario, decise presto di dedicarsi alla musica e alla poesia, e a diciotto anni lasciò il noviziato.
Allievo nei suoi studi di composizione di Gilles Tremblay e, in Europa, di Karlheinz Stockhausen, Vivier individuò un proprio stile assai originale, che univa un linguaggio raffinato (influenzato anche dalla musica "spettrale" di Tristan Murail e Gérard Grisey) e un innato senso lirico.
Le sue opere rivelano una notevole attenzione a taluni elementi della cultura musicale asiatica (balinese, in particolare), ma senza mai che vi siano cedimenti verso l'esotismo. Piuttosto, taluni tratti espressivi di quella tradizione vengono liberamente ripresi all'interno di un linguaggio di notevole originalità che ha assai impressionato, tra gli altri, un grandissimo compositore quale György Ligeti.
Nel 1980 egli compone Lonely Child, per soprano e orchestra, che resta ancora oggi la sua opera più nota.
Nel giugno 1982, grazie ad una borsa assegnatagli dal governo canadese, si trasferì a Parigi, dove iniziò a comporre un'opera basata sulla morte di Čajkovskij. Nel marzo dell'anno seguente Vivier venne assassinato da un giovane escort-boy parigino. Il suo ultimo lavoro fu l'incompiuto Glaubst du an die Unsterblichkeit der Seele ("Credi nell'immortalità dell'anima?"), che contiene delle strane premonizioni riguardo alla sua morte prematura.

## Cronologia delle opere

### 1973
- Chants, per sette voci femminili (22')
- O! Kosmos, per soprano e coro (7')

### 1974
- Jesus erbarme dich, per soprano e coro (3')
- Lettura di Dante, per soprano e sette strumenti (26')

### 1975
- Hymnen an die nacht, per soprano e pianoforte (5')
- Pièce pour flûte et piano (7')
- Pièce pour violon et clarinette (7')
- Pièce pour violon et piano (9')
- Pièce pour violoncelle et piano  (9')
- Pour guitare (5')

### 1976
- Piano-forte, per pianoforte (9')
- Prolifération, per ondes Martenot, piano e percussioni (15')
- Siddhartha, per orchestra (25')

### 1977
- Journal, per quattro voci soliste, coro e percussioni (50')
- Love Songs, per sette voci soliste (23')
- Pulau Dewata, per insieme di tastiere (13')
- Shiraz, per pianoforte (14')

### 1978
- Paramirabo, per quattro strumenti (12')
- Greeting Music, per cinque strumenti (15')

### 1979
- Kopernikus: Rituel de la mort, opera in due atti (65')
- Orion, per orchestra (14')

### 1980
- Aikea, per tre percussionnisti (15')
- 5 chansons pour percussion solo (15')
- Lonely Child, per soprano e orchestra (19')
- Zipangu, per orchestra d'archi (12')

### 1981
- Bouchara, per soprano e gruppo strumentale (13')
- Et je reverrai cette ville étrange, per sei musicisti (16')
- Prologue pour un Marco Polo, per soprano, contralto, tenore, baritono, basso e strumenti (21')
- Samarkand, per quintetto di fiati e pianoforte (14')
- Wo bist du. Licht?, per mezzosoprano e strumenti (21')

### 1982
- Trois airs pour un opéra imaginaire, per soprano e strumenti (15')